# Greig & Beadon’s Patent Light Railway

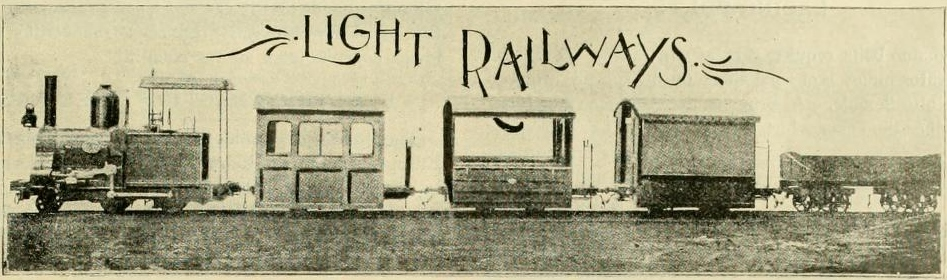
Lokomotive und Wagen von Greig & Beadon’s Patent Light Railway

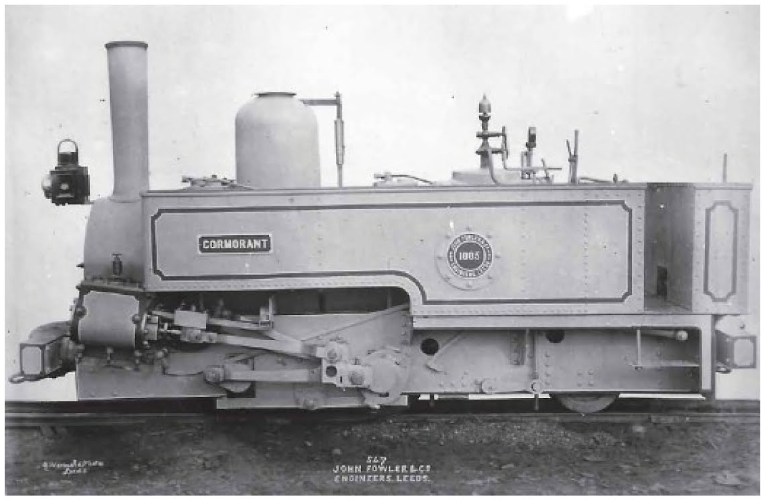
John Fowler & Co Dampflokomotive 'Cormorant' (Werks-Nr. 5058 von 1885) mit Greig & Beadon’s Blindwelle

Die Greig & Beadon’s Patent Light Railway war ein patentiertes System von Schmalspurlokomotiven und -wagen. 

## Geschichte
Schmalspurlokomotiven von John Fowler wurden wegen ihrer kleinen Räder anfangs durch Staub und Schmutz in Mitleidenschaft gezogen, weil ihr Antrieb zu nahe am Boden lag. Im Juli 1880 erhielten Fowlers Angestellte Alfred Greig und William Beadon ein Patent für eine Lokomotive mit einem Blindwellenantrieb, durch den die Zylinder weiter oberhalb der Schienenoberkante angebracht werden konnten. Sie hatte eine sehr kurze vertikal oder diagonal angebrachte Koppelstange von der Blindwelle zur darunterliegenden Hinterachse. Die Stange wurde gekröpft, um die Ventilexzenter innerhalb der Kurbel montieren zu können. Die Getriebeanordnung, mit der die Geschwindigkeit und Fahrtrichtung der Lokomotive gesteuert wurden, wurde patentiert.
In Südafrika, Indien, Australien, China, den Straits Settlements, den Westindischen Inseln, Hawaii und anderen Orten betrug die Spurweite meist 610 bis 762 mm (2 bis 2½ Fuß). Die Lokomotiven wogen 7 oder 8 Tonnen und konnten eine Last von etwa 80 Tonnen mit einer Geschwindigkeit von 16 km/h (10 mph) ziehen. Die Kosten für Kleinbahnen betrugen mit dem Greig-System etwa 3.000 $ pro Kilometer außerhalb Englands, während in England die Kosten wegen parlamentarischer Gebühren und höherer Kosten für das Wegerecht auf 4.500 $ bis 6.000 $ pro Kilometer anstiegen. Eine Kleinbahn mit noch schmalerer Spurweite konnte für 1.000 Dollar pro Meile gebaut werden, um Farmen mit einer Eisenbahn-Hauptstrecke zu verbinden, was den Bauern großen Nutzen bot, wenn es genug zu transportieren gab.

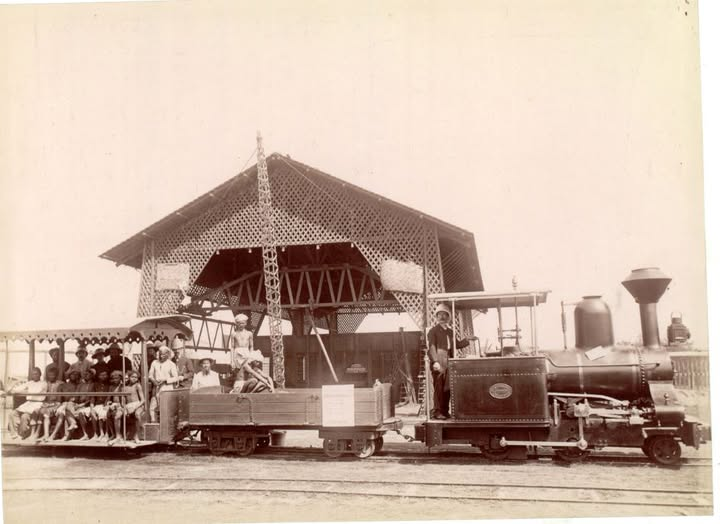
2-Fuß-Lok bei der Calcutta Internathional Exhibition 1883/84

Eine von John Fowler & Co in Leeds gebaute Greig & Beadon’s Patent-Lokomotive mit indirektem Antrieb und wurde auf der Internationalen Ausstellung in Kalkutta 1883/84 vorgeführt. Auf der Feldbahn, bei deren Verlegung in Lizenz gebaute Decauville-Gleisjoche verwendet wurden, verkehrten Züge vom See am nördlichen Ende der Maiden, die von einer Lokomotive mit 5½ × 9 Zoll Zylindern gezogen wurden. Es wird angenommen, dass die beiden vom Secretary of State for India bestellten Lokomotiven auf der Strecke betrieben wurden. Beide waren von der Bauart 1’B und trugen die Fowler-Werksnummern 4526 und 4537 von 1883.
Etwa elf dieser Lokomotiven mit Blindwellenantrieb wurden an Zuckerplantagen nach Hawaii geliefert. Die erste nach Australien exportierte Lokomotive wurde 1881 von John Spiller mit einer Spurweite von 1.067 mm (3½ Zoll) für sein River Estate beschafft. Airdmillan Mill im Burdekin Shire importierte 1882 eine 0-4-2T Fowler-Patentlokomotive mit einer Spurweite von 610 mm. Die Colonial Sugar Refining Company importierte mindestens zwei 2-4-0T Fowler-Patentlokomotiven für ihre neue Victoria Mill. Eine 1883 von der Mourilyan Sugar Company importierte 0-4-2T-Patentlokomotive wird  als weltweit einziges erhaltenes Exemplar dieser Art im Australischen Zuckermuseum ausgestellt. Insgesamt wurden etwa ein Dutzend Patentlokomotiven von Zuckerfabriken nach Queensland importiert. Die Fowler-Patentlokomotiven 4666 bis 4667 von 1883 wurden über W. & J. Lockett, einen in Chile und Peru tätigen Handelsvertreter und Reeder, nach Chile exportiert.
Für den Betrieb der Lokomotiven konnten Dampf, Gas, Strom und Öl verwendet werden. Öl war vorteilhaft, weil es zu weniger Lärm, Rauch und Funkenflug führte. Letzteres war wichtig, wenn es Strohhaufen und Heufelder entlang der Bahnstrecke gab. Für die Bedienung der Lokomotiven war ein Mann ausreichend. Wenn der Ölvorrat knapp wurde, konnte in fast jedem Dorf, durch das die Strecke lief, frischer Nachschub erhalten werden. Bei Klein- und Nebenbahnen wurde zwar das Interesse geweckt, aber vorgeschlagene Gesetzesänderungen bezüglich der zulässigen Höchstgeschwindigkeit erschwerten es, Investoren zu finden.